# Rinaldo (opera)
Rinaldo là vở opera 3 màn của nhà soạn nhạc người Anh gốc Đức George Frideric Handel. Đây là vở opera đầu tiên ông sáng tác trên đất Anh. Người viết lời cho vở opera này là Giacomo Rossi. Rossi đã viết lời dựa theo ca kịch ngắn của Aaron Hill (Hill lại sáng tác phẩm của mình dựa theo bài thơ Gerusalemme liberata của Torquato Tasso). Vở opera này được trình diễn lần đầu tiên vào năm 1711 tại London, Anh.